# 海滩流浪汉
《海邊沒有派對》（英語：The Beach Bum）是一部由哈蒙尼·科林编剧和执导的一部2019年美国迷幻喜劇電影，由马修·麦康纳、史努比狗狗、艾拉·費雪、吉米·巴菲特、柴克·艾弗隆、馬汀·勞倫斯和喬納·希爾主演。剧情讲述了“嗑药诗人”Moondog（麦康纳饰）在佛羅里達礁島群及其周边地区的冒险经历，他试图完成自己的新小说，并在妻子因车祸去世后争取女儿的尊重和自己的遗产份额。